# Alles kommt zurück
Alles kommt zurück ist das vierte Album des deutschen Rappers Alpa Gun. Es erschien am 12. April 2013 über das Label Major Movez. In Deutschland stieg es auf Platz 5 der Album-Charts ein.

## Titelliste
1. Intro (feat. Isa) – 0:24
2. Das ist Alpa – 3:39
3. Rapperpolitik – 3:18
4. Alles kommt zurück – 3:53
5. Grüner Schein – 4:04
6. Taxi (feat. DJ Gan-G) – 3:39
7. Skit – Jackpot (feat. Isa) – 0:19
8. Müde – 3:59
9. Hater – 3:14
10. Hunger – 3:40
11. Skit – Kiosk (feat. Isa) – 0:32
12. Karma – 4:18
13. Halim – 3:39
14. Angst (feat. Moe Mitchell) – 4:09
15. Zehn harte Rapper – 3:25
16. Die Welt brennt – 2:49

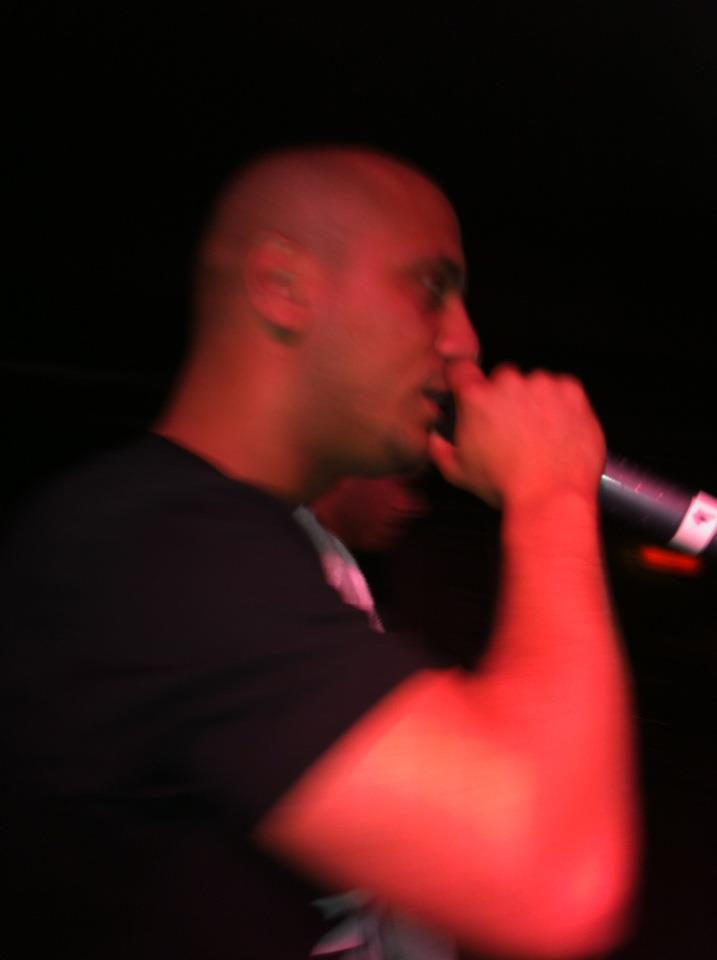
Alpa Gun (2012)

17. Skit – Verliebt (feat. Isa) – 0:20
18. Verbotene Liebe 2 (feat. Dilan Koshnaw) – 3:39
19. Turkish Style (feat. Ceza) – 5:02
20. Du weisst nicht – 4:02
21. Al/Pa (feat. PA Sports) – 3:44
22. Ertränk den Alkohol (feat. Silla) – 3:14
23. Skit – Alles kommt zurück (feat. Isa) – 0:26
24. Outro – 2:14
25. Berlin to Atlanta (feat. DJ Unk) (Bonustrack der iTunes-Version) – 2:41
26. Parodie (feat. Habibi Brüder) (Bonustrack der iTunes-Version) – 3:43

## Rezeption

### Erfolg
Alles kommt zurück stieg auf Platz 5 der deutschen Album-Charts ein. Nach zwei Wochen verließ das Album wieder die Hitparade. In der Schweiz erreichte die Veröffentlichung Rang 13 und in Österreich Position 16 der Album-Charts.

### Kritik
Die E-Zine Laut.de bewertete Alles kommt zurück mit drei von möglichen fünf Bewertungspunkten. Aus Sicht der Redakteurin Dani Fromm wirke Alpa Gun „ehrlich, unverstellt und geradlinig.“ Dagegen künden weder „sein Vortrag noch seine Reime […] von besonderer technischer Brillanz.“ Im Gegensatz zum Großteil der Berliner Hip-Hop-Szene plädiere Alpa Gun für „Liebe, Frieden, Toleranz, für Fairplay und Aufrichtigkeit, ohne dabei auch nur eine Sekunde wie ein Weichei zu wirken.“ Die Inhalte der Album-Texte werden als wenig originell umschrieben. Diese ähneln zum Teil Inhalten von Torchs Album Blauer Samt oder seien in ähnlicher Form bereits auf vorherigen Alben Alpa Guns behandelt worden. Auch die nutz- wie witzlosen Skits sowie die Beiträge von PA Sports und Moe Mitchell werden negativ kritisiert. Ceza und Silla harmonieren dagegen gut mit Alpa Gun. Bei der Auswahl der Produktionen treffen „raumgreifend pumpende Bässe“ auf „mehr oder weniger offensichtlich zutage tretende orientalische Einflüsse, breitschultrige Bratzigkeit auf filigran klingelnde Glöckchen, wimmernde Streicher, schwer tropfende Klaviernoten oder auf leise 80er-Anklänge“, womit Alpa Gun alles richtig mache.